# 門羅 (印地安納州亞當斯縣)
門羅（英語：Monroe）是一個位於美國印地安納州亞當斯縣的城鎮。

## 地理
門羅的座標為40°44′40″N 84°56′26″W / 40.74444°N 84.94056°W，而該地的平均海拔高度為254米（即833英尺）。

## 人口
根據2010年美國人口普查的數據，門羅的面積為1.63平方千米，當中陸地面積為1.63平方千米，而水域面積為0.00平方千米。當地共有人口842人，而人口密度為每平方千米517人。